# Артана

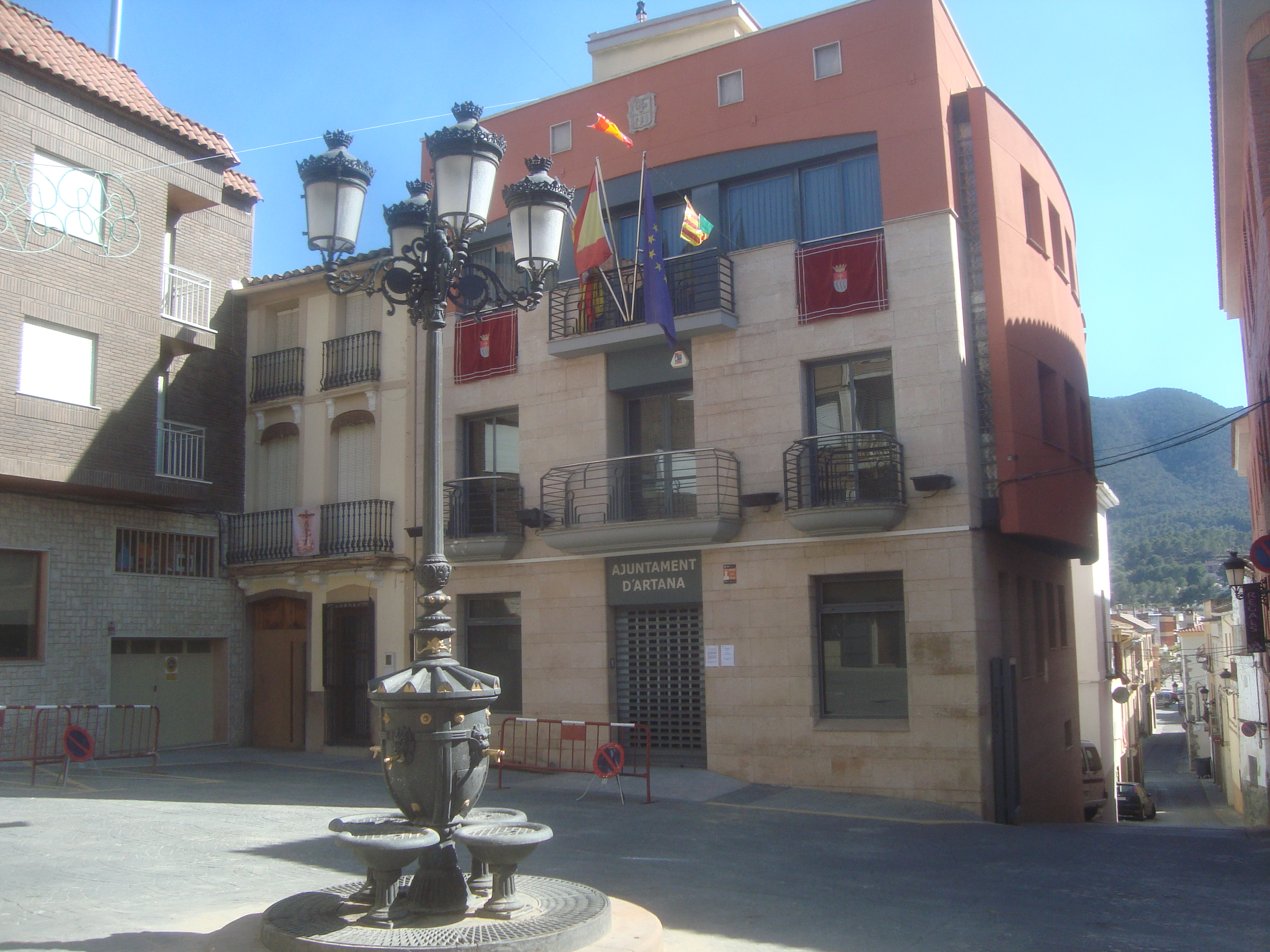
Артана (валенс. Artana, ісп. Artana).

Артана (валенс. Artana, ісп. Artana) — муніципалітет в Іспанії, у складі автономної спільноти Валенсія, у провінції Кастельйон. Населення — 1971 особа (2010).

## Географія
Муніципалітет розташований на відстані близько 300 км на схід від Мадрида, 21 км на південний захід від міста Кастельйон-де-ла-Плана.

## Демографія

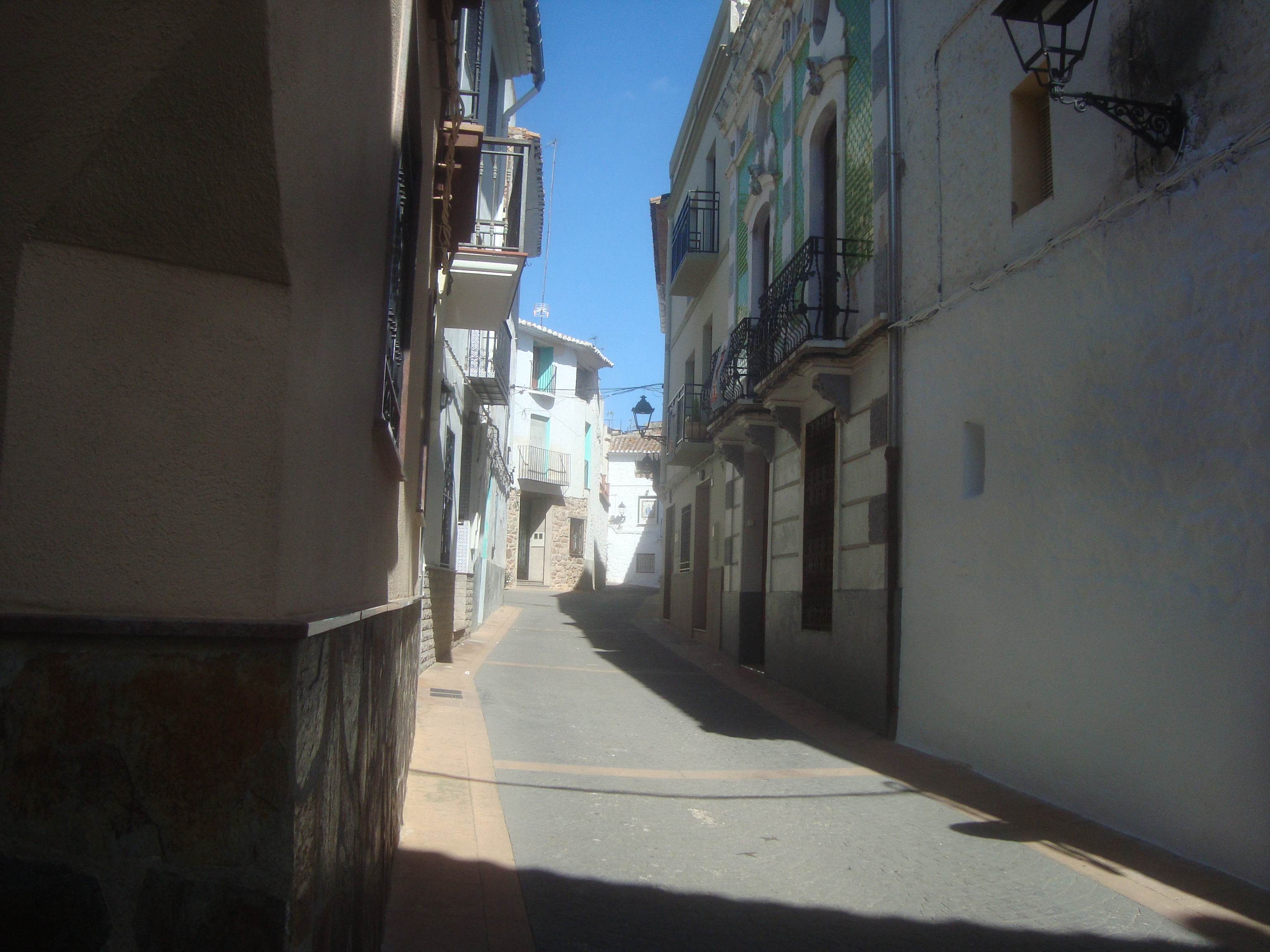
Артана (валенс. Artana, ісп. Artana).

Динаміка населення (INE ):

## Галерея зображень

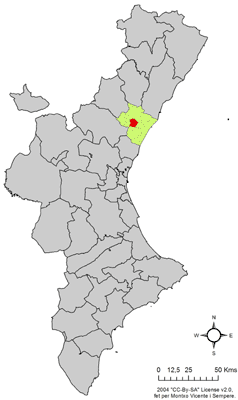
Розташування муніципалітету Артана у автономній спільноті Валенсія

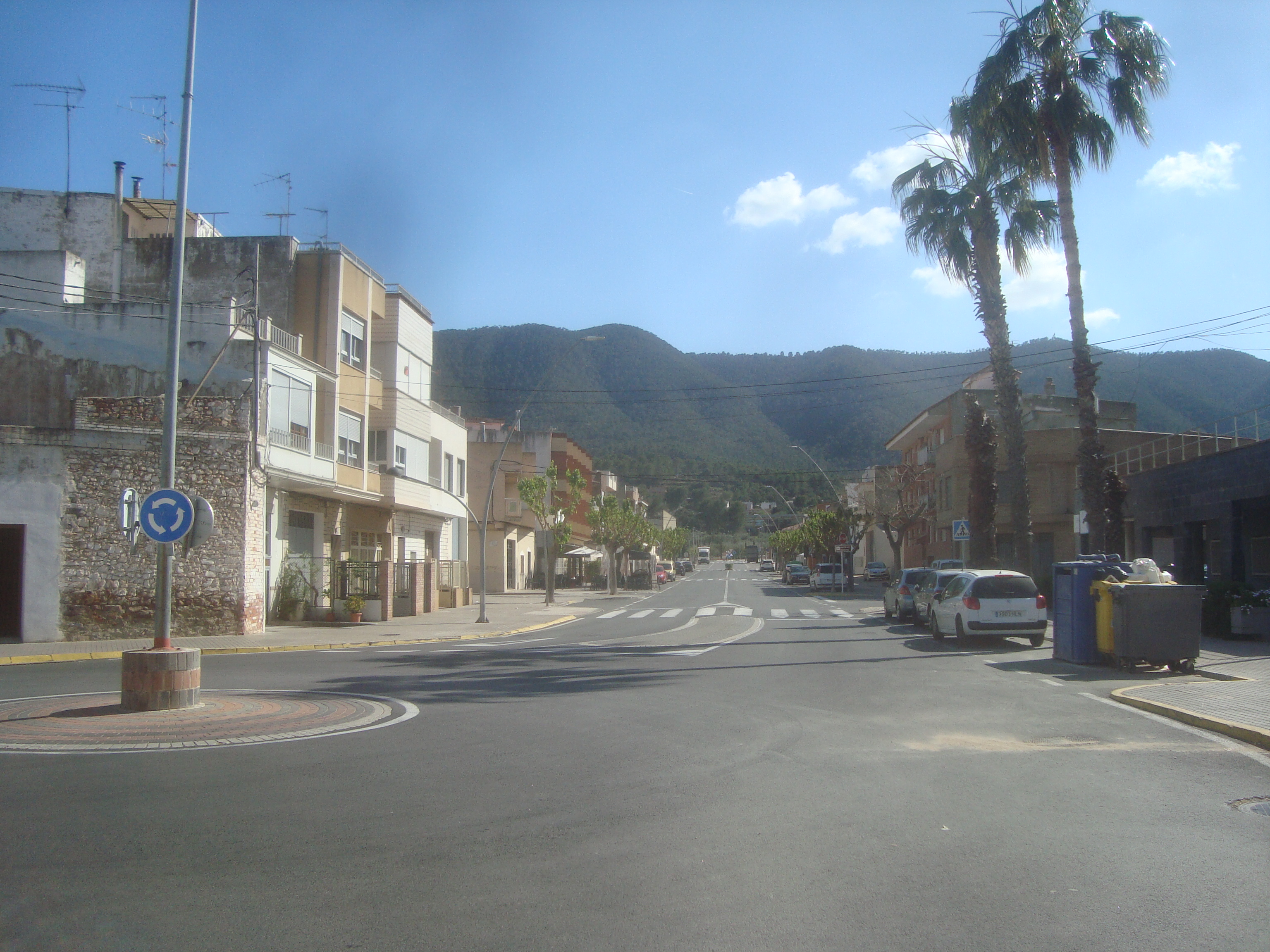
Артана (валенс. Artana, ісп. Artana).

Розташування муніципалітету Артана у комарці Плана-Баха